# مجید درودی
مجید دَرّودی (متولد فروردین ۱۳۵۷ در نیشابور) پژوهشگر فناوری نانو و دانشیار دانشگاه علوم پزشکی مشهد است. او در نهمین جشنواره برترین‌های نانو، از میان ۳۲ برگزیده در رشته نانوفناوری پزشکی رتبه نخست را به دست آورد.
مجید درودی همچنین مجری طرح استفاده از نانوذرات در مرمت آثار تاریخی و تولید نانوذرات یکنواخت اکسید روی بوده‌است.